# Eperua schomburgkiana
Eperua schomburgkiana är en ärtväxtart som beskrevs av George Bentham. Eperua schomburgkiana ingår i släktet Eperua och familjen ärtväxter. Inga underarter finns listade i Catalogue of Life.